# Jost Pieper
Jost Pieper (* 29. August 1972 im Sauerland) ist ein ehemaliger deutscher Schauspieler, der bis 2018 als Entwicklungshelfer in Afrika tätig war.

## Leben
Als Schüler begann Jost Pieper mit der Schauspielerei, so inszenierte er schon als Schüler Super-8-Filme und wirkte im Schultheater mit.
Seine Schauspielausbildung absolvierte Pieper von 1996 bis 2000 an der Hochschule für Musik und Theater „Felix Mendelssohn Bartholdy“ Leipzig. Theater spielte er in Köln (1996), Leipzig (1998), Chemnitz (1999–2000) und Bremen (2001).
Von 2000 bis 2011 hatte Jost Pieper Rollen in deutschen Fernsehproduktionen und Serien.
Von 2004 bis 2006 stand Pieper für die RTL-Serie Hinter Gittern – Der Frauenknast als Schließer David Wilborn vor der Kamera. 2002 hatte er bereits eine Gastrolle bei Hinter Gittern. Von März bis August 2007 war er als Maximilian „Max“ van Weyden in der ZDF-Telenovela Wege zum Glück zu sehen.
Neben der Schauspielerei gilt seine große Liebe der Malerei. Seine Bilder wurden bereits in mehreren deutschen Städten ausgestellt. Er hat einen Kalender illustriert.
1995 unterrichtete Pieper für sieben Monate an der Mwangaza Art School in Kisumu, Kenia, im Rahmen eines Slum-Projektes. In unregelmäßigen Abständen, zuletzt im Sommer 2005, setzte er diese Tätigkeit fort.
Nach Ende seiner Schauspielkarriere ging er als Entwicklungshelfer in den Kongo, um dort in einem Zentrum für Waisen- und Straßenkinder zu arbeiten. Dort betreute er behinderte Kinder und adoptierte ein Waisenkind. 2018 kehrte er mit seinem Adoptivkind in seine Heimat nach Schmallenberg zurück, wo sie seitdem beide leben.
Seit 2019 unterrichtet er als Kunstlehrer an der Erich Kästner Realschule in Bad Fredeburg und an der Jugendkunstschule in Schmallenberg.

## Filmografie
- 2000: Love Hurts
- 2000: SOKO Leipzig
- 2002: Gute Zeiten, schlechte Zeiten
- 2002, 2004–2007: Hinter Gittern – Der Frauenknast
- 2002: Du und Ich
- 2003: Meine Geschichte
- 2004: Der Ermittler
- 2004: alphateam – Die Lebensretter im OP
- 2004: St. Angela
- 2005: Unser Charly
- 2007: Wege zum Glück (als Maximilian „Max“ van Weyden, Folgen 341–442)
- 2007: Das Geheimnis eines Genies
- 2010: Die Rosenheim-Cops – Ritt in den Tod